# Iron Man (canción)
«Iron Man» es una canción de la banda inglesa de heavy metal Black Sabbath, lanzada en 1970 del segundo álbum de estudio de la banda, Paranoid, y como sencillo en los Estados Unidos en octubre de 1971.

## Significados
Pese a que esta canción comparte título con el héroe de Marvel Iron Man, no comparten ninguna conexión. La canción narra la historia de un hombre que viajó al futuro y vio el apocalipsis. Al volver al presente, se vuelve de acero a causa de un campo magnético. También se vuelve mudo, lo que le hace incapaz de advertir a la gente sobre el peligro inminente. Aunque intenta comunicarse, es ignorado y burlado. Esto le pone furioso y decide vengarse de la humanidad, causando él mismo así el apocalipsis que vio en el viaje al futuro.

## Versiones
Varias bandas en diferentes momentos y variados eventos han realizado versiones y remixes de la canción. Entre ellas puede citarse a Metallica, Busta Rhymes, Therapy?, Megadeth y The Cardigans.
Además, ha sido incluida en capítulos de varias series de televisión, como The Simpsons y Futurama. Se le hizo un breve cameo en la película Escuela de rock. También se la incluye en Beavis & Butt-Head, donde los protagonistas reproducen a menudo de una manera grotesca el principal riff de la canción.
Algunas de las versiones de «Iron Man» son:
- «Iron Man», por The Cardigans
- «Iron Man», por Type O Negative: fragmento de quince segundos del riff principal, intercalado en su versión de «Paranoid» del año 1994[1]
- «This Means War», por Busta Rhymes
- «Iron Man», por Metallica
- «Sam Son of Man», por Marilyn Manson
- «Iron Man», por NOFX
- «Iron Gland», por Alice In Chains
- «I Am Santa Claus», por Bob Rivers
- «Iron Man», por The Bad Plus
- «Iron Man», por Ozzy Osbourne, con Therapy?
- «Iron Man», por Sir Mix-A-Lot
- «Iron Man», por Green Day
- «Iron Man», por Cancer Bats

## Premios y reconocimientos
- En el año 2000 ganó el Premio Grammy a la Mejor interpretación de metal.
- Fue reconocida por la revista Rolling Stone como la canción Nº310 dentro de Las 500 mejores canciones de todos los tiempos.
- En 2006 el canal VH1 la consideró la mejor en su conteo de las 40 canciones más grandes de metal.
- Además de compartir nombre con un superhéroe de cómic de la editorial Marvel Comics, la canción se utilizó en los cortos promocionales y en la banda sonora de la película de 2008 que adapta las aventuras de este personaje. En la película Los Vengadores de 2012, el personaje de Tony Stark luce una camiseta en la que puede leerse "Black Sabbath".